# Чернов, Олег Иванович
Олег Иванович Чернов (род. 14 марта 1962) — российский художник, живописец и график.

## Биография
Олег Чернов родился в 1962 г. в селе Глубоково Красноярского края.

В 1991 г. окончил Ставропольское краевое художественное училище

По окончании училища поступает на работу в Ставропольский краевой театр кукол художником-бутафором.

1992—1993 художник-оформитель в мастерских художественного фонда России в г. Пятигорске Ставропольского края.

1993—1999 преподаватель живописи в художественной школе Грачевского района Ставропольского края.

1999—2001 преподаватель живописи в художественной школе и главный художник многопрофильного Дворца Культуры г. Лермонтова Ставропольского края.

В 2002 г. приезжает в г. Санкт-Петербург с персональной выставкой «Живопись из подвала», организованной галереей «Борей». С этого времени начинает сотрудничать с галереей и ежегодно участвовать в её проектах.

В 2003 г. вступает в Санкт-Петербургский Творческий союз художников (IFA).

С 2005 по 2011 гг. работает преподавателем живописи в авторской художественной школе Елены Козиной г. Тосно Ленинградской области, а также участвует в проектах объединения художников галереи «PARAZIT».

С 2008 г. по 2012 гг. – художник-постановщик анимационного фильма «Портфель».

С 2015 по 2019 гг. – работа над проектом «Герой нашего времени».

В настоящее время принимает активное участие в творческой жизни России как художник-экспрессионист.

## Награды
2020 Получение президентского гранта на выставку «Мой Лермонтов», галерея «Борей», СПб.

2018 Диплом Творческий Союз Художников России «За вклад в отечественное изобразительное искусство»

2016 Диплом Санкт-Петербургский Творческий союз художников (IFA) «За вклад в отечественное изобразительное искусство»

2014 Золотая Медаль Санкт-Петербургский Творческий союз художников (IFA) за выставку «Люди-ангелы»

2013 Бронзовая Медаль Санкт-Петербургский Творческий союз художников (IFA) «За вклад в отечественное изобразительное искусство»

2012 Золотая Медаль Санкт-Петербургский Творческий союз художников (IFA) в номинации «Живопись» за лучшую работу года

2006 Диплом третьей международной биеннале графики в Санкт-Петербурге

## Коллекции
Работы находятся:
- в Мурманском областном художественном музее;
- в государственном музее-заповеднике М.Ю. Лермонтова, г. Пятигорск;
- в музее современного искусства Эрарта г. Санкт-Петербурга;
- в Сахалинском областном художественном музее;
- в Тульском областном художественном музее;
- в эксклюзивной коллекции Galerie Belled (Нидерланды),

а также в частных коллекциях Германии, Голландии, Канады, России, США, Украины, Франции, Швейцарии, Японии.

## О творчестве
«Каждая картина имеет своё начало — точку, которая затем вырастает в линию, заполняя собою все пространство и постепенно наполняя себя смыслом. В живописи я привык следовать именно этому правилу: я не делаю под картину картон, а рисую и пишу сразу в формат, сочиняя свою тему и одновременно наблюдая за процессом работы и направляя его ход в нужное для меня русло. Это — та моя мысль, что обретает свою законченность по мере продвижения кисти по плоскости бумаги, холста и поэтому трудно иногда представить себе, что же здесь первично, а что вторично: точка, линия или сама мысль возникшая».

Олег Чернов

«Нервозность нашего времени, постоянные изобретения всё новых и новых стилей, переизбыток информации и прочих усложняющих жизнь явлений — все это не может не сказаться на том, что мы сегодня называем „современным искусством“. Олег Чернов при всей его подвижности на поле холста остаётся традиционалистом. Его пластическое здоровье определяется не пристрастием к фигуративности или к применению в работе привычных материалов. Определяющим качеством его живописи является любовь к самому естеству живописи. Он действительно стремиться к тому, чтобы „научить себя чувствовать душу самой краски… Просто исследовать для начала один, твой цвет. А затем второй, третий… и уже потом открыть их общую гармонию“. Эта вангоговская страсть вызывает уважение и позволяет надеяться на будущее».

Вильям Мейланд, искусствовед

«К картинам Чернова слово „живопись“ подходит как нельзя лучше. Поверхность холста покрыта живыми, наполненными чувствами росчерками, линиями, пятнами, выражающими внутренний ритм, внутреннее состояние автора. А состояние сложное…
…Исполненные драматической напряженности его произведения несут в себе и чувство современности и обобщенность духовного опыта. Эти жанры общеприняты в среде истинных живописцев, а Олег Чернов здесь истинно оригинален в своем отношении к мотиву и в чувственной передаче этого отношения…»

Николай Благодатов, искусствовед

"Почерк Олега Чернова узнаваем. Его живопись- это именно живопись, жирная, вкусная, чрезмерно пряная, даже когда он пытается изобразить что-то серое и прохладное. Под его кистью узнаваемая реальность приобретает черты полыхающего энергиями зазеркалья… …Но что есть всегда в полотнах Чернова — так это чёткое ощущение «здесь и сейчас», хотя его картины всегда отсылают к иновременным пластам истории и культуры, говорят о напитанности Чернова мировым искусством. Чернов − честный трудолюбивый художник, которого когда-то учили древним приёмам живописи, и он им остаётся верен, не обращая внимание на всякие манящие побрякушками «арты».

Ирина Дудина, писатель, художник

«Замечательно смелая, свободная, но и вдумчиво жизнелюбивая живопись. Жизнелюбивая, в том смысле этого хорошего слова, что ты приемлешь жизнь во всех её разноречивых, разнообразных, разноидущих проявлениях. Однако самое главное, это живопись настоящая, подлинная, с явно присущим ей проникновенным чувством и пониманием цвета и его отношений с пластикой и линией. А ещё моя приязнь к твоим работам основана на близости их к философии живописи Сарьяна и Паоло Кузнецова…» (Из письма)

Владимир Холкин, писатель

«Моё сотворческое ИМХО — работы Олега не оставят равнодушными тех, кому близок модернистский мезонарратив. Кто готов разделить позицию отказа от подражательства в искусствах. Понимает форму как сущностную основу произведения и считает её тождественной содержанию. Кто ценит автономию художника и творчества по отношению к социальным, политическим, религиозным и прочим внехудожественным контекстам...».

Анатолий Алексеев-Апраксин, доктор культурологии

## Выставки
Персональные выставки
- 2025 «69 параллель. Здесь и сейчас», музейно-выставочный комплекс «Музей Норильска», г. Норильск

- 2023 «На южной стороне», галерея «Частная коллекция», г. Новосибирск
- 2022 «Мой Лермонтов», Центр современного искусства, г. Великий Новгород

- 2020 «Мой Лермонтов», галерея «Борей-Арт», г. Санкт-Петербург
- 2017 «Курортная жизнь», краеведческий музей им. В.П. Шпаковского, г. Ессентуки
- 2016 «Выше крыш – облака», Дом-музей Марины Цветаевой, г. Москва
- 2014 «Люди-ангелы», выставочные залы СПбТСХ IFA, г. Санкт-Петербург
- 2014 «Живописные страсти», галерея «ЭКСПО-88», г. Москва
- 2013 «Сделано в деревне», Центральный Дом Художника, г. Москва
- 2013 «Мое Таити», выставочные залы СПбТСХ IFA, г. Санкт-Петербург
- 2012 «Фауст», галерея «Двойка», г. Санкт-Петербург
- 2012 «Бумага. Масло», галерея «Борей-Арт», г. Санкт-Петербург
- 2011 «Бурлескная сцена», галерея «Парник» арт-центр «Пушкинская,10», г. Санкт-Петербург
- 2010 «Другой Петербург» МOD CLUB г. Санкт-Петербург
- 2010 «Дедушкин стиль», галерея «Борей-Арт», г. Санкт-Петербург
- 2009 «Дата и время», галерея «Борей-Арт», г. Санкт-Петербург
- 2005 галерея «La Pereserveranza», г. Гент, Бельгия
- 2004 OD’Art Gallery, Delft, Нидерланды
- 2004 «Южные настроения», галерея «Борей-Арт», г. Санкт-Петербург
- 2003 галерея «Koffie Verkeert», г. Роттердам, Нидерланды
- 2003 «Городу, реке, человеку», ВЗСХ, Санкт-Петербург
- 2003 «Экспрессионизм», галерея Михайлова, г. Санкт-Петербург
- 2002 галерея «La Pereseveranza», г. Гент, Бельгия
- 2002 «Живопись из подвала», галерея «Борей-Арт», г. Санкт-Петербург
- 1996 «Олег Чернов. Живопись», галерея «Вернисаж», г. Пятигорск

Главные и групповые выставки
- 2019/2020 «Кавказ как теменос», передвижная выставка по городам Юга России
- 2017 «Выставка трёх», Пятигорск – Зеленокумск – Невинномысск
- 2016 Региональная выставка «Азъ есмь», Пушкинская галерея, г.Железноводск
- 2015 «Коррозия», Эко-лофт «More Place», г. Санкт-Петербург
- 2015 «Мир, поделенный надвое», выставочные залы СПбТСХ IFA, г. Санкт-Петербург
- 2014 «Sport Art», Государственный музей городской скульптуры, г. Санкт-Петербург
- 2013 «Петербургские встречи», выставочный центр «Эрмитаж-Выборг» г. Выборг
- 2013 «Петербургские встречи», Мурманский областной Художественный Музей г. Мурманск
- 2012 «Работы года», выставочные залы СПбТСХ IFA, г. Санкт-Петербург
- 2011 «Крик в искусстве», Северокавказский филиал Государственного музея искусств народов Востока, г. Майкоп
- 2010 Выставка к 20-летию Санкт-Петербургского Творческого Союза Художников, выставочные залы СПбТСХ IFA, г. Санкт-Петербург
- 2010 Выставка и фестиваль искусств «Санкт-петербургская деревня художников», ЦВЗ «Манеж», г. Санкт-Петербург
- 2008 Межрегиональная академическая выставка «Петербургские встречи», выставочные залы СПбТСХ IFA, г. Санкт-Петербург
- 2008 Четвёртая независимая международная биеннале графики в Санкт-Петербурге «Белые ИнтерНочи», ЦВЗ «Манеж»
- 2007 «Современная графика Санкт-Петербурга», г. Южно-Сахалинск
- 2006 Выставка художников из собрания галереи IFA, Музей В. В. Набокова, г. Санкт-Петербург
- 2006 Третья независимая международная биеннале графики в Санкт-Петербурге, ЦВЗ «Манеж»
- 2005 «Сервантес, Дон Кихот в изобразительном искусстве и театральных постановках», Почетное консульство Испании в Санкт-Петербурге
- 2003 «Традиции и современность», ЦВЗ «Манеж», г. Санкт-Петербург
- 2002 «Арт-Манеж», ЦВЗ «Манеж», г. Москва
- 2002 Фестиваль современного изобразительного искусства «Молодые художники Юга России», Краевой Музей Изобразительных Искусств, г. Ставрополь
- 1998 Зональная выставка «Юг России 98», г. Краснодар
- 1991 Республиканская выставка графики, г. Ростов-на-Дону
- 1991 «Выставка пяти», галерея «Вернисаж», г. Пятигорск

## Перформансы
Совместный проект с художником Александром Королевым и группой «Coaxil»:

2015 «День творения», эко-лофт «More Place», г. Санкт-Петербург

Совместные проекты с композитором Игорем Воротниковым:
- 2013 «Звук и цвет», галерея «UltraMarine», Санкт-Петербург
- 2012 «Портрет Города» (выставка-перформанс на Дворцовой площади, посвященная Дню Города), г. Санкт-Петербург
- 2010 «Другой Петербург», МOD CLUB, Санкт-Петербург
- 2010 «Линия небесная — линия земная», ЦВЗ «Манеж», Санкт-Петербург

## В сети
- facebook
- Работы: живопись, графика